# Janis Antiste
Janis Seal Antiste (* 18. August 2002 in Toulouse) ist ein französischer Fußballspieler, der als Leihspieler der US Sassuolo Calcio beim SK Rapid Wien unter Vertrag steht. Der Stürmer war in der Vergangenheit für französische Juniorennationalmannschaften im Einsatz.

## Karriere

### Verein
Der in Toulouse geborene Janis Antiste begann seine fußballerische Ausbildung beim Amateurverein AS Portet Carrefour Récébédou aus der Kleinstadt Portet-sur-Garonne. Im Jahr 2010 wechselte er in die Jugendakademie des FC Toulouse, wo der Stürmer in der Saison 2019/20 erstmals für die Reservemannschaft in der fünftklassigen Championnat National 3 zum Einsatz kam. Am 13. Oktober 2019 unterzeichnete er seinen ersten professionellen Vertrag bei den Violets. Sein Ligue-1-Debüt bestritt er am 5. Februar 2020 (23. Spieltag) bei der 0:1-Heimniederlage gegen Racing Straßburg, als er in der 79. Spielminute für Quentin Boisgard eingewechselt wurde. Dieser Einsatz blieb sein Einziger für die Herrenmannschaft in dieser Spielzeit, die für diese mit dem Abstieg in die zweitklassige Ligue 2 endete.
Am 29. August 2020 (2. Spieltag) erzielte Antiste bei der 3:5-Auswärtsniederlage gegen Grenoble Foot sein erstes Tor im Profifußball. In den nächsten Partien wurde er regelmäßig eingesetzt und wusste dabei mit Toren zu überzeugen.
Im August 2021 wechselte der Franzose nach Italien zu Spezia Calcio. Zwölf Monate wechselte er zur US Sassuolo Calcio. Nach einem halben Jahr bei Sassuolo wechselte er auf Leihbasis zum SC Amiens in die Ligue 2. Im Anschluss folgte im Sommer 2023 die Leihe zur AC Reggiana in die Serie B. Im Anschluss an die Leihe verbrachte Antiste ein halbes Jahr bei der mittlerweile in die Serie B abgestiegenen US Sassuolo Calcio, bevor er Anfang Februar 2025 für die restliche Spielzeit per Leihe zum deutschen Zweitligisten 1. FC Nürnberg wechselte. Im Juli 2025 wechselte er auf Leihbasis bis Saisonende zum österreichischen Bundesligisten SK Rapid Wien.

### Nationalmannschaft
In den Jahren 2017 und 2018 repräsentierte Janis Antiste sein Heimatland Frankreich auf U16- und U17-Ebene. 2021 debütierte er sowohl für die U20-, als auch die U21-Nationalmannschaft.